# Vinkelmåler
I geometri er en vinkelmåler et cirkulært eller halvcirkulært måleinstrument til at måle en vinkel eller cirkel. Den anvendte måleenhed er typisk grader, men også være nygrader eller radianer og i så fald bør de angives som sådan.
Nogle vinkelmålere er simple halv-diske; denne type har eksisteret siden antikken.

## Galleri
- En halvcirkel vinkelmåler med markeringer i grader (180 grader).
- En 360° vinkelmåler med markeringer i grader.
- En 400g vinkelmåler med markeringer i nygrader.
- En "Cras Navigation Plotter" dobbel-vinkelmåler; i forgrunden.
- En halvcirkel vinkelmåler med markeringer i grader (180 grader).